# 瓦薩的古斯塔夫
瓦薩的古斯塔夫（瑞典語：Gustav av Wasa，1799年11月9日—1877年8月5日），古斯塔夫四世·阿道夫的獨子。
1809年，當古斯塔夫只有十歲時，他的父親在政變中被廢黜。新國王卡爾十三世的妻子夏洛特王后有意讓他成為王儲，但政變的參與者之一、軍官格奧爾格·阿德勒斯佩雷告訴她這是不可能的：政變主謀者們害怕古斯塔夫成為國王後會對他們展開報復，甚至有流言指出古斯塔夫四世·阿道夫其實是其母的私生子。最終，古斯塔夫被迫與父母流亡德國。1829年，古斯塔夫被奧地利皇帝法蘭茲一世封為「瓦薩親王」（Prinz von Wasa）。

## 家庭
1830年，古斯塔夫與表妹巴登的路易絲結婚，兩人共有1子1女：
- 路易（1832年—1832年），夭折
- 卡羅拉（1833年—1907年），薩克森王后